# Haa
Pour les articles homonymes, voir HAA.
Haa est le nom d'une ville et celui de l'un des 20 dzongkhags (districts) qui constituent le Bhoutan.

## Géographie physique
La vallée de Haa s’étend sur les rives de la rivière Ha Chhu, qui prend sa source dans la montagne Chomolhari.
La vallée est entourée par trois montagnes sacrées pour les tibétains : Jampelyang (5 958 mètres d’altitude) Chana Dorje et Chenresig (6 032 mètres). Ces montagnes appartiennent à la Préfecture autonome tibétaine de Garzê de la province du Sichuan en Chine.
La ville pittoresque de Haa est située dans l'un des endroits les plus reculés du Bhoutan.
La vallée de Haa abrite la réserve naturelle de Torsa. Elle couvre 609,51 kilomètres carrés (soit 38,5 % de la superficie du district). Elle a été créée en 1993 par décision du gouvernement royal, elle borde le Sikkim et le Tibet à l'ouest et est reliée au parc national de Jigme Dorji par un corridor biologique . La réserve contient des forêts; des  petits lacs  à des altitudes allant de 1 400 mètres à 4 800 mètres Elle n'a pas de population humaine résidente. Elle abrite diverses espèces menacées telles que le tétraogalle du Tibet, le panda roux, le léopard des neiges, le calao à cou roux.

## Géographie humaine et économique
La langue la plus parlée du district est le dzongkha.
La vallée du Haa et se divise en deux secteurs la partie nord  avec les principaux centres d'activité et l’autre moitié, au sud, est occupée par le camp de formation de militaires de l’Inde et du Bhoutan, (IMTRAT), créée en 1961-1962.
La vallée de Haa est fertile et la majorité des habitants vivent de l’agriculture. Le blé et l'orge sont les principales cultures, le riz est cultivé dans la partie inférieure de la vallée. Chaque ferme possède quelques yacks, bovins, poulets, porcs et parfois des chevaux.
Haa a été ouverte aux touristes étrangers pour la première fois en 2002.

## Patrimoine

### Les temples
Cette région acquiert la tradition bouddhiste au VIIIe siècle grâce à Guru Padmasambhava. Avant l'arrivée de ce dernier dans la vallée de Haa, la déesse protectrice  Ap Chundu et de nombreuses autres divinités qui exigeaient des sacrifices d'animaux chaque année, étaient craintes honorées par les habitants.
La vallée de Haa compte de nombreux temples et monastères. Parmi  les plus célèbres figurent le Lhakhang Karpo (temple blanc) du VIIe siècle et le Lhakhang Nagpo (temple noir) au pied des  montagnes. Parmi les autres :   le Katsho Goempa, le Drana Trashidingkhag, le Yangto Goempa, le Jamtoe Goempa, le Shelkardrag, le Takchu Goempa et le Haa Goempa.
Le Chhundu Lhakhang (village de Gayekha) est un temple dédié à la divinité protectrice de la vallée de Ha, Ab Chhundu.
Diverses légendes existent pour expliquer la création de ces deux temples Lhakhang. Pour l'une  le roi tibétain de l'époque aurai tlâché un couple de pigeons noirs et blancs de sa résidence à Lhassa. Les pigeons se sont envolés vers la vallée de Haa et sont descendus au fond de la vallée à l'endroit où se trouvent aujourd'hui les deux temples. Le roi a ordonné la construction de temples à leurs emplacements respectifs. Lhakhang Karpo (Temple blanc) est le plus grand des deux. Sa fondation daterait du VIIe siècle, et serai parmi les plus anciens temples encore existants au Bhoutan. En 1983 une vaste rénovation du Lhakhang Karpo l a été réalisé, avec la volonté de ne pas dénaturer le style architectural traditionnel, afin de créer le corps monastique du district de Haa.l L'autre temple, Lhakhang Nagpole  (Temple noir), est de taille plus modeste

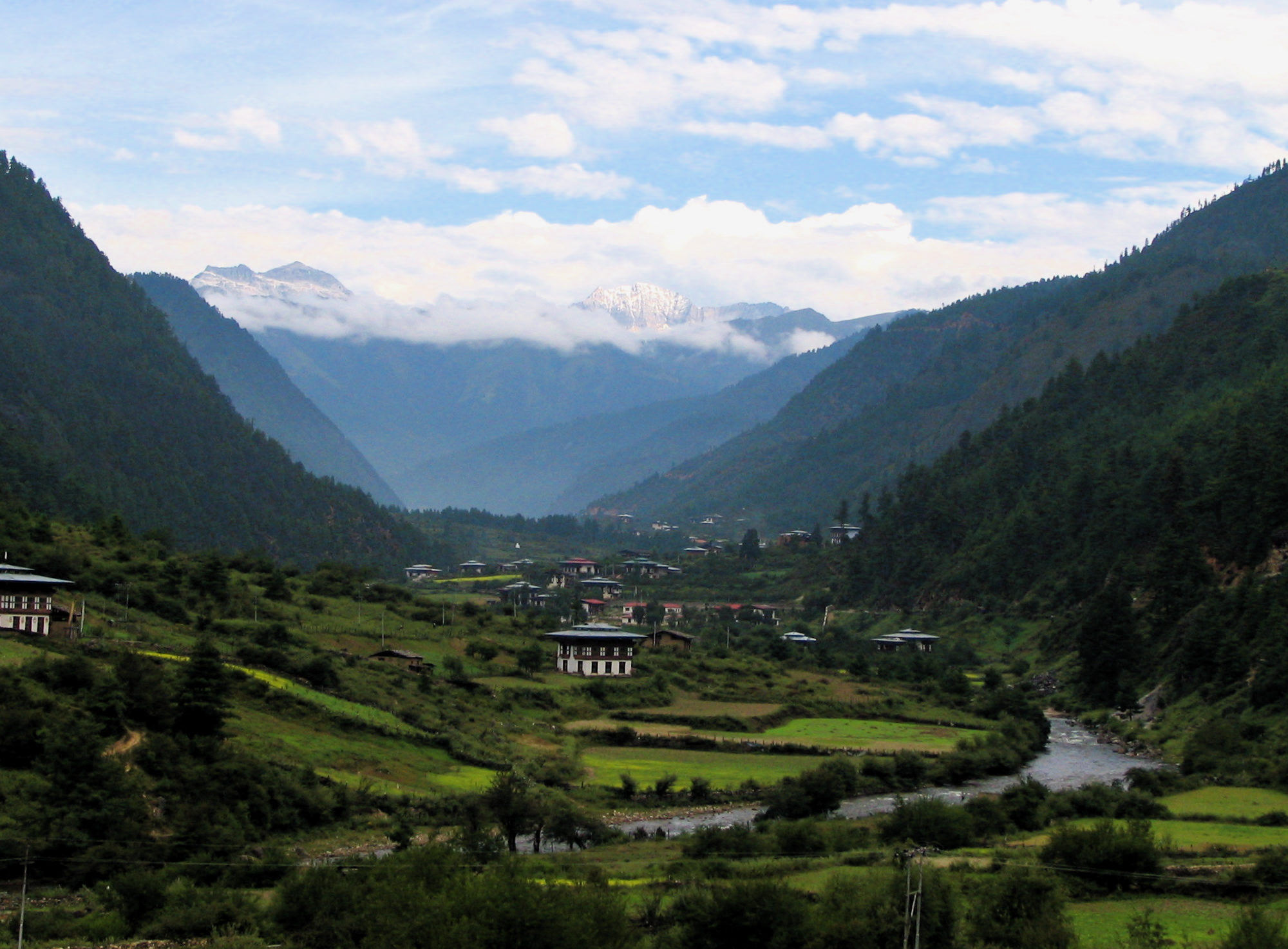
Vallée Haa
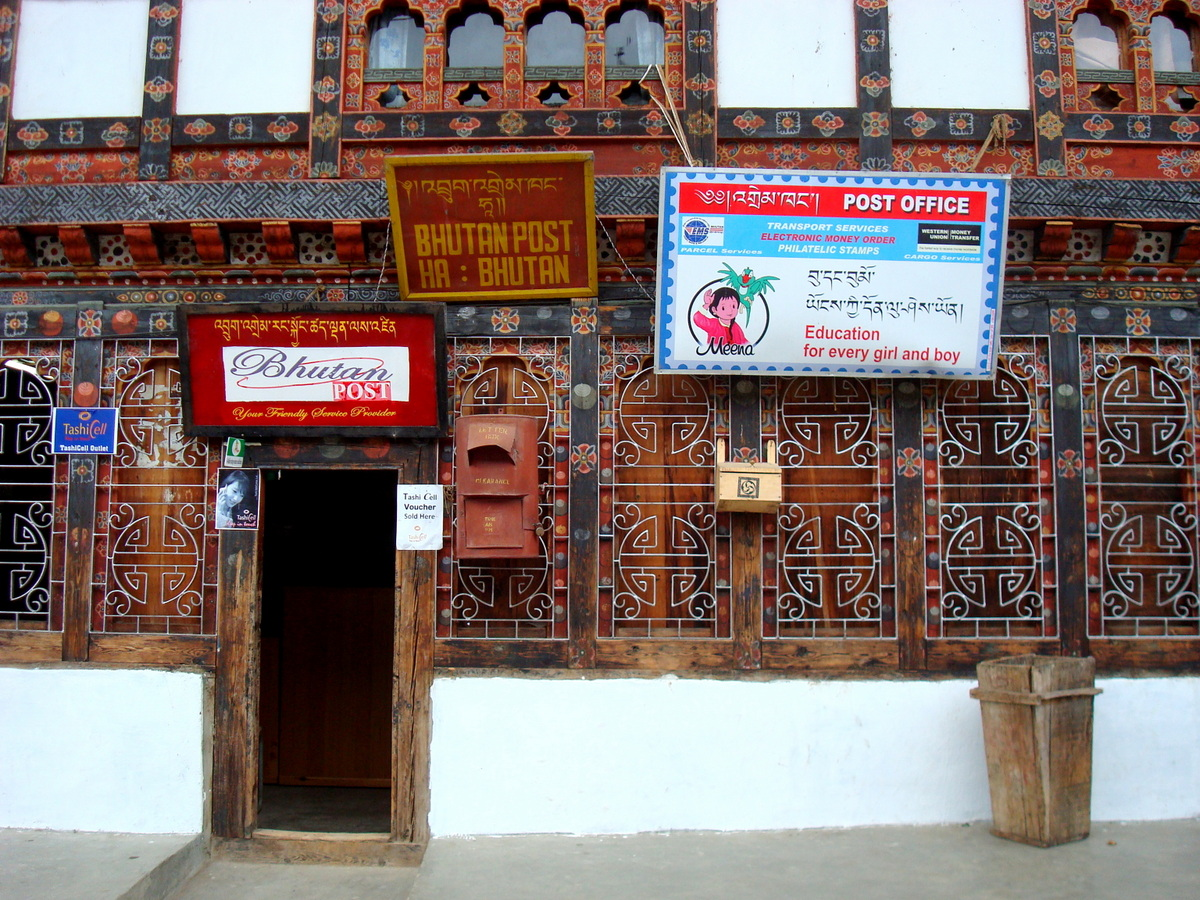
Bureau de poste à Haa
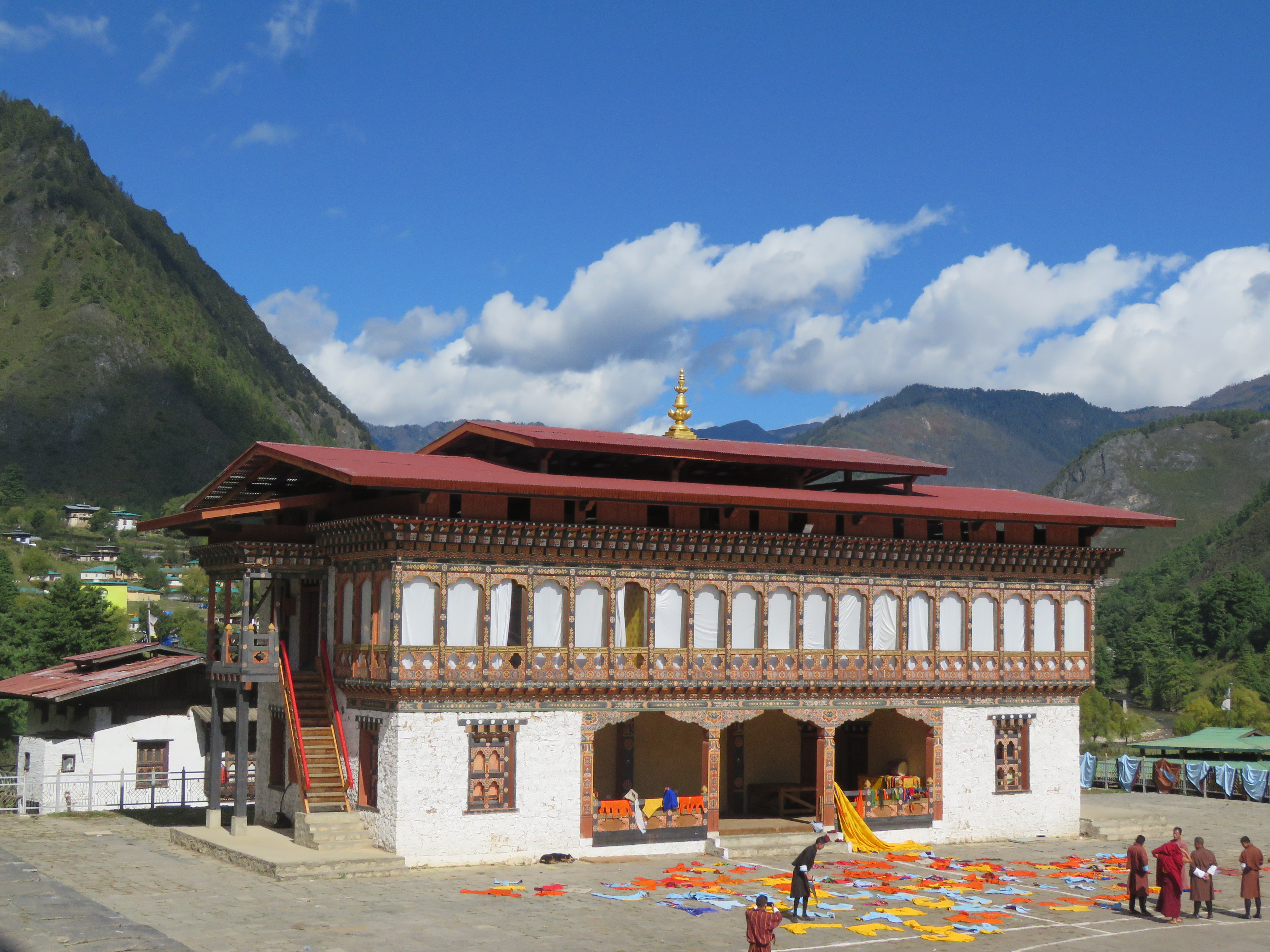
Lhakhang Karpo
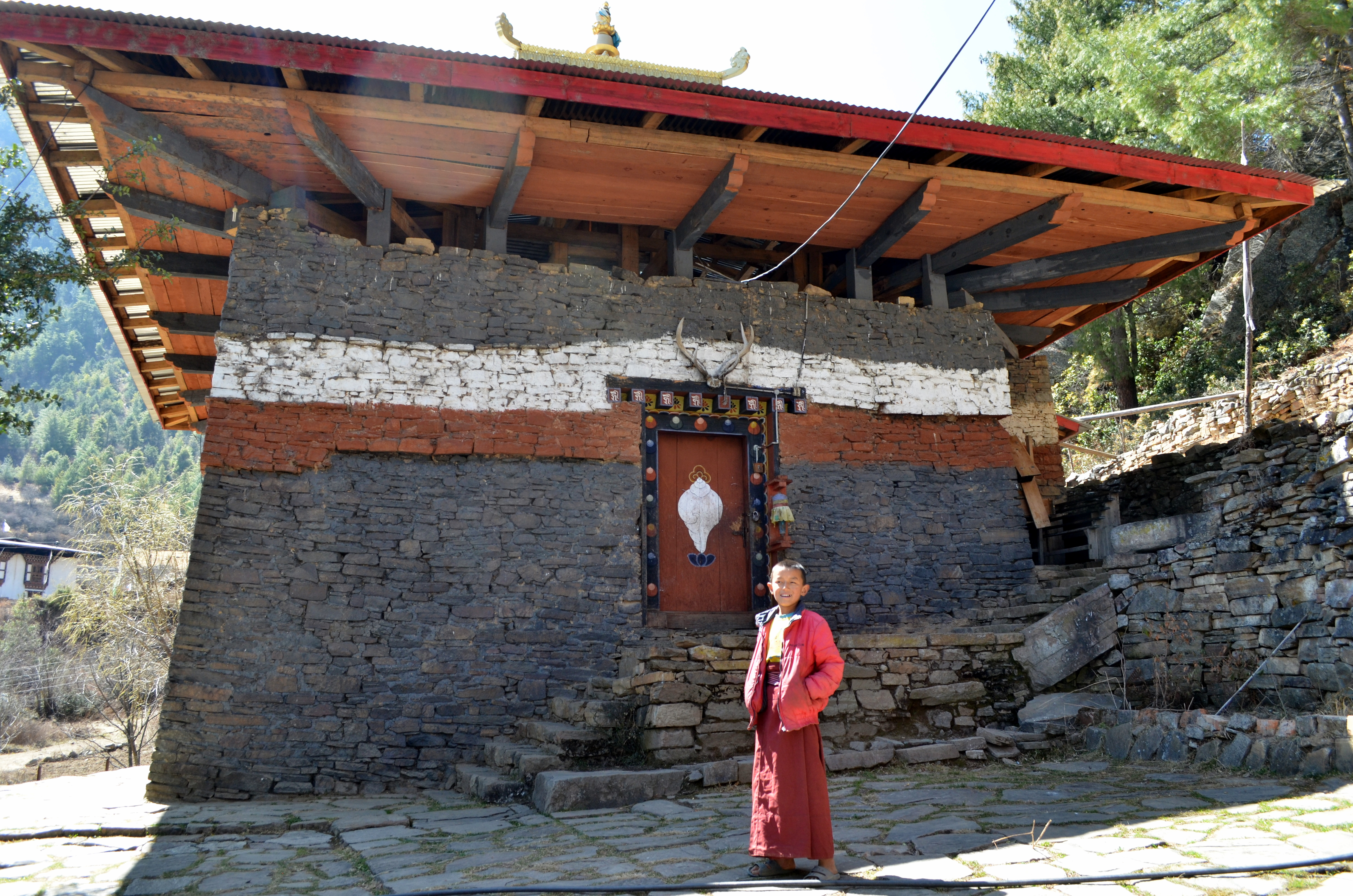
Lhakhang Nagpo

## Représentation à l'Assemblée nationale
Le district comporte deux circonscriptions législatives. Les députés actuels sont Lhendup Wangdi et Tshering Tobgay (également premier ministre du pays), tous deux issus du PDP.
| Code   | Nom                | Electeurs enregistrés |
| ------ | ------------------ | --------------------- |
| NA0501 | Bji Kar-tshog Uesu | 3 982                 |
| NA0502 | Sangbaykha         | 3 361                 |

| Élection  | Circonscription | Circonscription | Circonscription | Circonscription | Circonscription | Circonscription |
| Élection  | NA0501          | NA0501          | NA0501          | NA0502          | NA0502          | NA0502          |
| Élection  | Parti           | Parti           | Député          | Parti           | Parti           | Député          |
| --------- | --------------- | --------------- | --------------- | --------------- | --------------- | --------------- |
| 2008      |                 | DPT             | Ugyen Tenzin    |                 | PDP             | Tshering Tobgay |
| 2013      |                 | PDP             | Kinley Om       |                 | PDP             | Tshering Tobgay |
| 2018      |                 | DNT             | Ugyen Tenzin    |                 | DNT             | Dorjee Wangmo   |
| 2023-2024 |                 | PDP             | Lhendup Wangdi  |                 | PDP             | Tshering Tobgay |